# UCI Europe Tour 2018
UCI Europe Tour 2018 er den 14. sæson af UCI Europe Tour.
Gennem sæsonen bliver der uddelt point til rytterne efter placering på etaperne, endagsløb og slutposition i løb. Antal point varierer efter rangering i de forskellige løb. Hvert løb har én kategori som afgør hvilke hold der kan deltage, point der uddeles, udover at det viser hvilken type løb der er tale om: 
- Etapeløb: 2.HC, 2.1 og 2.2
- Endagsløb: 1.HC, 1.1 og 1.2

## Løb

### Januar
| Dato                    | Løb                                            | Land     | Kat. | Vinder                   | Hold             | Kilde |
| ----------------------- | ---------------------------------------------- | -------- | ---- | ------------------------ | ---------------- | ----- |
| 25. januar              | Trofeo Porreres, Felanitx, Ses Salines, Campos | Spanien  | 1.1  | John Degenkolb (GER)     | Trek-Segafredo   | [ 1 ] |
| 26. januar              | Trofeo Serra de Tramuntana                     | Spanien  | 1.1  | Tim Wellens (BEL)        | Lotto-Soudal     | [ 2 ] |
| 27. januar              | Trofeo Lloseta-Andrach                         | Spanien  | 1.1  | Toms Skujiņš (LAT)       | Trek-Segafredo   | [ 3 ] |
| 28. januar              | Trofeo Palma                                   | Spanien  | 1.1  | John Degenkolb (GER)     | Trek-Segafredo   | [ 4 ] |
| 28. januar              | Grand Prix Cycliste la Marseillaise            | Frankrig | 1.1  | Alexandre Geniez (FRA)   | Ag2r-La Mondiale | [ 5 ] |
| 31. januar – 4. februar | Volta a la Comunitat Valenciana                | Spanien  | 2.1  | Alejandro Valverde (ESP) | Movistar Team    | [ 6 ] |
| 31. januar – 4. februar | Étoile de Bessèges                             | Frankrig | 2.1  | Tony Gallopin (FRA)      | Ag2r-La Mondiale | [ 7 ] |

### Februar
| Dato              | Løb                         | Land      | Kat. | Vinder                   | Hold                       | Kilde  |
| ----------------- | --------------------------- | --------- | ---- | ------------------------ | -------------------------- | ------ |
| 8. – 11. februar  | Tour La Provence            | Frankrig  | 2.1  | Alexandre Geniez (FRA)   | Ag2r-La Mondiale           | [ 8 ]  |
| 10. februar       | Vuelta a Murcia             | Spanien   | 1.1  | Luis León Sánchez (ESP)  | Astana Pro Team            | [ 9 ]  |
| 11. februar       | Clásica de Almería          | Spanien   | 1.HC | Caleb Ewan (AUS)         | Mitchelton-Scott           | [ 10 ] |
| 11. februar       | Trofeo Laigueglia           | Italien   | 1.HC | Moreno Moser (ITA)       | Italiens landshold         | [ 11 ] |
| 14. – 18. februar | Volta ao Algarve            | Portugal  | 2.HC | Michał Kwiatkowski (POL) | Team Sky                   | [ 12 ] |
| 14. – 18. februar | Vuelta a Andalucía          | Spanien   | 2.HC | Tim Wellens (BEL)        | Lotto-Soudal               | [ 13 ] |
| 17. – 18. februar | Tour du Haut Var            | Frankrig  | 2.1  | Jonathan Hivert (FRA)    | Direct Énergie             | [ 14 ] |
| 18. februar       | Grand Prix Alanya           | Tyrkiet   | 1.2  | Kirill Pozdnjakov (AZE)  | Synergy Baku               | [ 15 ] |
| 18. februar       | GP Laguna                   | Kroatien  | 1.2  | Paolo Totò (ITA)         | Sangemini-MG.Kvis-Vega     | [ 16 ] |
| 22. – 25. februar | Tour of Antalya             | Tyrkiet   | 2.2  | Artjom Ovetsjkin (RUS)   | Marathon-Tula Cycling Team | [ 17 ] |
| 24. februar       | Classic Sud Ardèche         | Frankrig  | 1.1  | Romain Bardet (FRA)      | Ag2r-La Mondiale           | [ 18 ] |
| 25. februar       | Kuurne-Bruxelles-Kuurne     | Belgien   | 1.HC | Dylan Groenewegen (NED)  | Team LottoNL-Jumbo         | [ 19 ] |
| 25. februar       | GP Izola                    | Slovenien | 1.2  | Dušan Rajović (SRB)      | Adria Mobil                | [ 20 ] |
| 25. februar       | Royal Bernard Drôme Classic | Frankrig  | 1.1  | Lilian Calmejane (FRA)   | Direct Énergie             | [ 21 ] |
| 27. februar       | Le Samyn                    | Belgien   | 1.1  | Niki Terpstra (NED)      | Quick-Step Floors          | [ 22 ] |
| 28. februar       | Trofej Umag                 | Kroatien  | 1.2  | Krister Hagen (NOR)      | Team Coop                  | [ 23 ] |

### Marts
| Dato                 | Løb                                                   | Land       | Kat. | Vinder                   | Hold                         | Kilde  |
| -------------------- | ----------------------------------------------------- | ---------- | ---- | ------------------------ | ---------------------------- | ------ |
| 2.–4. marts          | Tour of Mediterrennean                                | Tyrkiet    | 2.2  | Onur Balkan (TUR)        | Torku Şekerspor              | [ 24 ] |
| 3. marts             | Poreč Trophy                                          | Kroatien   | 1.2  | Emīls Liepiņš (LAT)      | ONE Pro Cycling              | [ 25 ] |
| 4. marts             | Tværs gennem Vestflandern                             | Belgien    | 1.1  | Rémi Cavagna (FRA)       | Quick-Step Floors            | [ 26 ] |
| 4. marts             | International Rhodes Grand Prix                       | Grækenland | 1.2  | Matteo Moschetti (ITA)   | Polartec-Kometa              | [ 27 ] |
| 4. marts             | Grand Prix de la Ville de Lillers                     | Frankrig   | 1.2  | Jérémy Lecroq (FRA)      | Vital Concept                | [ 28 ] |
| 4. marts             | GP Industria & Artigianato                            | Italien    | 1.HC | Matej Mohorič (SLO)      | Bahrain-Merida               | [ 29 ] |
| 8.–11. marts         | Istrian Spring Trophy                                 | Kroatien   | 2.2  | Krister Hagen (NOR)      | Team Coop                    | [ 30 ] |
| 9.–11. marts         | International Tour of Rhodes                          | Grækenland | 2.2  | Mirco Maestri (ITA)      | Bardiani CSF                 | [ 31 ] |
| 11. marts            | Paris-Troyes                                          | Frankrig   | 1.2  | Adrien Petit (FRA)       | Direct Énergie               | [ 32 ] |
| 11. marts            | Dorpenomloop Rucphen                                  | Holland    | 1.2  | Mikkel Bjerg (DEN)       | Hagens Berman Axeon          | [ 33 ] |
| 11. marts            | Clássica da Arrábida                                  | Portugal   | 1.2  | Dmitrij Strakhov (RUS)   | Lokosphinx                   | [ 34 ] |
| 11. marts            | Grand Prix Side                                       | Tyrkiet    | 1.2  | Stepan Astafjev (KAZ)    | Vino-Astana Motors           | [ 35 ] |
| 11. marts            | Ronde van Drenthe                                     | Holland    | 1.HC | František Sisr (CZE)     | CCC Sprandi Polkowice        | [ 36 ] |
| 14. marts            | Nokere Koerse                                         | Belgien    | 1.HC | Fabio Jakobsen (NED)     | Quick-Step Floors            | [ 37 ] |
| 14.–18. marts        | Volta ao Alentejo                                     | Portugal   | 2.2  | Luís Mendonça (POR)      | Aviludo-Louletano            | [ 38 ] |
| 16. marts            | Handzame Classic                                      | Belgien    | 1.HC | Álvaro Hodeg (COL)       | Quick-Step Floors            | [ 39 ] |
| 18. marts            | Grand Prix de Denain - Porte du Hainaut               | Frankrig   | 1.HC | Kenny Dehaes (BEL)       | WB Aqua Protect Veranclassic | [ 40 ] |
| 18. marts            | La Popolarissima                                      | Italien    | 1.2  | Giovanni Lonardi (ITA)   | Zalf Euromobil Désirée Fior  | [ 41 ] |
| 19.–25. marts        | Tour de Normandie                                     | Frankrig   | 2.2  | Tom Stewart (GBR)        | JLT Condor                   | [ 42 ] |
| 21. marts            | Tre dage ved Panne                                    | Belgien    | 1.HC | Elia Viviani (ITA)       | Quick-Step Floors            | [ 43 ] |
| 22.–25. marts        | Tour of Cartier - East Mediterrannean Cycling Prohect | Tyrkiet    | 2.2  | Cristian Raileanu (MDA)  | Torku Şekerspor              | [ 44 ] |
| 22.–25. marts        | Settimana Internazionale di Coppi e Bartali           | Italien    | 2.1  | Diego Rosa (ITA)         | Team Sky                     | [ 45 ] |
| 24. marts            | Classic Loire Atlantique                              | Frankrig   | 1.1  | Rasmus Quaade (DEN)      | BHS-Almeborg Bornholm        | [ 46 ] |
| 25. marts            | Clássica Aldeias do Xisto                             | Portugal   | 1.2  | Daniel Mestre (POR)      | Efapel                       | [ 47 ] |
| 25. marts            | Cholet-Pays de la Loire                               | Frankrig   | 1.1  | Thomas Boudat (FRA)      | Direct Énergie               | [ 48 ] |
| 28. marts – 1. april | 27th Kazantzakeia                                     | Grækenland | 2.2  |                          |                              |        |
| 29.–30. marts        | Tour of Faith Sultan Mehmet                           | Tyrkiet    | 2.2  | Galym Akhmetov (KAZ)     | Astana City                  | [ 49 ] |
| 30. marts            | Route Adélie de Vitré                                 | Frankrig   | 1.1  | Silvan Dillier (SUI)     | Ag2r-La Mondiale             | [ 50 ] |
| 31. marts            | Gran Premio Miguel Indurain                           | Spanien    | 1.1  | Alejandro Valverde (ESP) | Movistar Team                |        |
| 31. marts            | GP Slovakia                                           | Slovakiet  | 1.2  | Maciej Paterski (POL)    | Wibatech 7R Fuji             |        |
| 31. marts            | Volta Limburg Classic                                 | Holland    | 1.1  | Jan Tratnik (SLO)        | CCC Sprandi Polkowice        |        |
| 31. marts – 2. april | Triptyque des Monts et Châteaux                       | Belgien    | 2.2U |                          |                              |        |